# Aeroméxico Connect

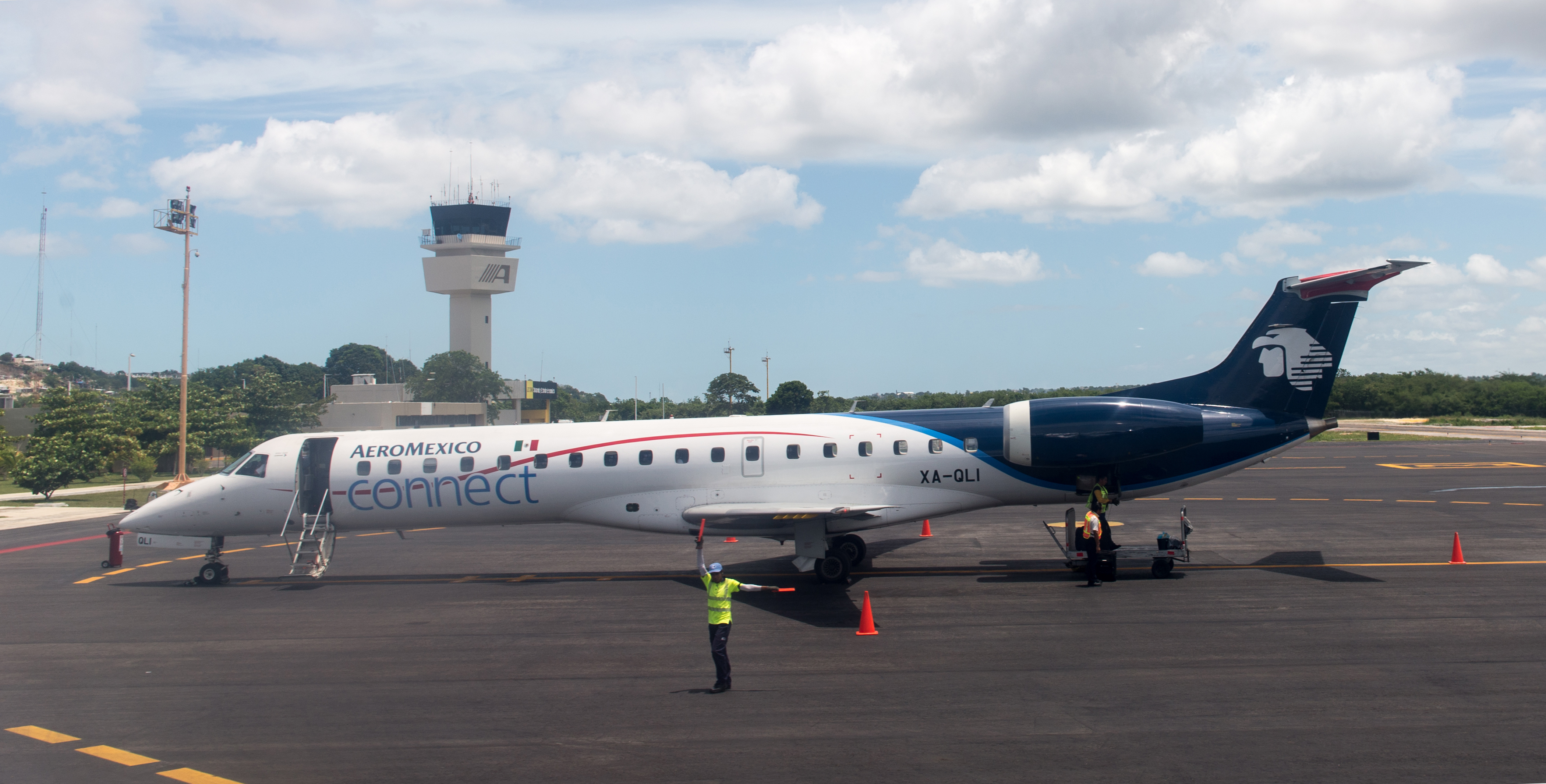
Embraer ERJ-145LU; Campeche, Mexico

Aeroméxico Connect (исп. Aerolitoral, S.A. de C.V.) — региональная авиакомпания Мексики, дочерняя компания мексиканского авиаперевозчика Aeroméxico.
Aeroméxico Connect эксплуатирует самолёты Embraer ERJ-145 и Embraer ERJ-190 и считается крупнейшей и наиболее важной региональной авиакомпанией страны, выполняющей более 247 регулярных рейсов в день по 41 направлению в Мексике и четырём маршрутам в Соединённые Штаты. Хабы перевозчика находятся в аэропортах Монтеррея (Эскобедо), Гвадалахары и Мехико.

## История

### Конец 1980-х — 1990-е годы
Авиакомпания была основана в 1988 году в городе Веракрус под названием Servicios Aereos Litoral и уже 1 декабря 1990 года стала дочерней структурной авиакомпании Aeroméxico. Флот новой компании состоял из четырёх самолётов NAMC YS-11.
В феврале 1992 года Aeroméxico присоединила ещё одного регионального авиаперевозчика Aerovias de Poniente, S.A. de C.V. из Гвадалахары, эксплуатировавшего самолёты Fairchild Metro. В течение короткого времени между 1991 и 1995 годами парк регионалов был заменён и увеличен до 29 самолётов Fairchild Metro III первой дочерней компании и до 23 самолётов Fairchild Metro — во второй.
В 1991 году штаб-квартира Servicios Aereos Litoral была перенесена в Монтеррей, затем для региональных компаний был принят общий логотип Aeroméxico. Дочерняя Aerolitoral являлась основным поставщиком пилотов для всей объединённой авиакомпании — с 1992 года по настоящее время в Aeroméxico перешло более 400 лётчиков.
В 1993 году авиакомпания открыла небольшой филиал в аэропорту Кульякан-Росалеса и через 3 месяца переехала в штат Чиуауа (Chihuahua). К 1995 году в активе компании находилось три аэропорта базирования и 29 самолётов. В дальнейшем Aerolitoral расширила свою маршрутную сеть по северной части Мексики и ввела несколько действовавших недолгое время маршрутов в Техас (Харлинген, Макален, Корпус-Кристи и Остин). Главными же маршрутами авиакомпании в то время были рейсы в Сан-Антонио, Эль-Пасо (оба — Техас), Тусон и Финикс (Аризона).

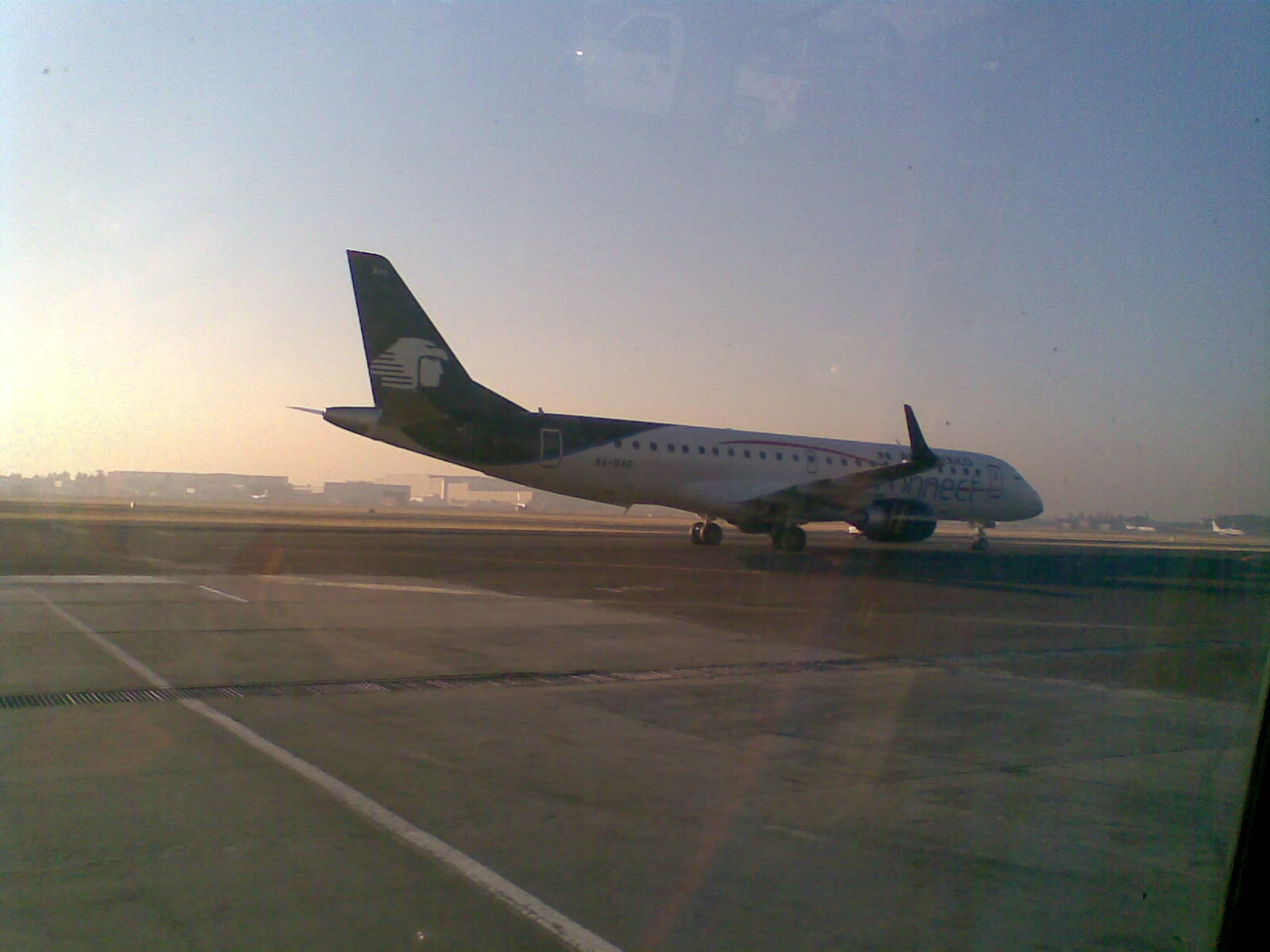
Embraer ERJ-145 Aeroméxico Connect в аэропорту Сьюдад-де-Мексико

В 1996 году два регионала были объединены в AeroLitoral C.A. de C.V., что вызвало продолжавшиеся до 1997 года проблемы с профсоюзами работников и несколько забастовок пилотов авиакомпании. Также остро встала проблема в потребности замены флота регионалов на более вместительные самолёты, поскольку 19 пассажирских мест Fairchild Metro явно не хватало для регулярных рейсов компании. После долгого рассмотрения вариантов выбор пал на самолёты Saab 340B, которые были введены в эксплуатацию в конце 1997 года. В 1998 году открылись новые рейсы из городов Педрас-Неграс и Чиуауа в Даллас, штат Техас.
К началу 1999 года флот AeroLitoral состоял из 29 Fairchild и шести Saab 340B. Один из самолетов Fairchild был переоборудован в грузовой вариант и начал полёты в Мехико под брендом нового подразделения — авиакомпании Aeromexpress. В августе 1999 года Рауль Саенс Кампос (Raúl Sáenz Campos) сменил на посту генерального директора Карлоса Тревиньо Тревиньо (Carlos Treviño Treviño), и в декабре того же года совет директоров принял решение о полной замене старого парка самолётов авиакомпании.

### Начало 2000-х годов
6 сентября 2001 года произошёл инцидент (без человеческих жертв) с самолётом Saab 340B, который совершил аварийную посадку в 15 милях к юго-востоку от Тихуаны. Причиной стало отсутствие топлива в баках из-за технического дефекта в топливных датчиках самолёта, показывавших экипажу неверные данные.
К 2002 году в ходе проводимой замены устаревшего парка количество Saab 340B достигло 22 единиц. В третьем квартале 2001 года были введены рейсы из Монтеррея в Сан-Диего через Мехикали и в Сакатесас через Пуэрто-Вальярту. Однако, после террористических атак 11 сентября вновь введённые маршруты были отменены в связи с резким падением спроса на пассажирские авиаперевозки.
После инцидентов 11 сентября AeroLitoral была вынуждена сократить ряд регулярных рейсов, отменены маршруты в Сан-Диего (Калифорния, Эль-Пасо и Ларедо (Техас). Сильно сокращены рейсы из Монтеррея в Леон, Сьюдад-Хуарес, Кулиакан, Сан-Антонио, Финикс и Гвадалахару отчасти в силу общего кризиса на рынке авиаперевозок, отчасти — из-за жёсткой конкуренции с авиакомпанией Aviacsa, выполнявщей полёты на самолётах Boeing 737-200. В 2002 году авиакомпания уволила многих своих сотрудников и среди них 50 пилотов. В этом же году наиболее прибыльные рейсы в Лос-Анджелес и Онтарио были переданы в Aeroméxico, а полёты в Финикс и Ларедо — отменены вообще.
В начале 2003 года в мире начался общий рост авиаперевозок и авиакомпания объявила о покупке пяти самолётов Embraer ERJ-145 с поставкой в середине следующего года. В декабре 2003 года были выведены из эксплуатации последние три самолета Fairchild. В начале следующего года AeroLitoral получила первые три Эмбраера, которые поступили из Бразилии в Монтеррей и заменили Saab-ы на рейсах с продолжительностью полёта более двух часов. Первые рейсы главным образом выполнялись в Чиуауа, Гвадалахару и Сьюдад-Хуарес, в конце 2004 года флот пополнился ещё двумя ERJ-145.
В 2004 году AeroLitoral подписала соглашение с авиакомпанией Aerocaribe на аренду трёх самолётов Saab-340B. Контракт предусматривал выполнение полётов под брендом Aerocaribe по городам юго-востока страны, в частности, в Мериду, Тустла-Гутьеррес, Канкун и Косумель. Соглашение действовало в течение года и закончилось в конце мая 2005 года.

### С середины 2000-х
В 2005 году открылись новые маршруты на ERJ-145 из Мехико в Сьюдад-Обрегон и Лос-Мочис. В течение этого года в компанию поступили ещё пять Эмбраеров, и были введены регулярные рейсы в Центральную Мексику и города юго-восточной части страны.
В 2006 году AeroLitoral начала полёты из Мехико в штаты Кампече и Дуранго, ранее выполнявшиеся авиакомпанией Aeromar под брендом Aeroméxico, а также в города Рейноса и Оахака. В конце 2006-го в аэропорту Мехико была организована база Aeroméxico Connect, флот Эмбраеров авиакомпании достиг 23-х самолётов.
Полёты AeroLitoral в Остин были возобновлены только в 2007 году, был вновь открыт хаб в Гвадалахаре, число Эмбраеров составило 32 лайнера. В ноябре этого года авиакомпания объявила о том, что её самолёты ERJ-190 начинают летать под брендом Aeroméxico Connect. Компания изменила своё наименование, ливреи самолётов, сменила собственный бренд и взяла на вооружение политику пополнения пассажирским трафиком стыковочных узлов авиакомпании Aeroméxico. Первые четыре Эмбраера-190 в новой ливрее были введены в эксплуатацию в октябре 2007, а в начале следующего года авиакомпания объявила о заказе ещё 12-и Эмбраеров с датой поступления в начале 2009 года.

## Направления полётов
Ниже приведён список аэропортов, в которые Aeroméxico Connect совершает регулярные рейсы. Список не содержит маршрутов, выполняемых только компанией Aeroméxico.

### Северная Америка
Мексика
- Агуаскальентес (штат)
  - Агуаскальентес (Международный аэропорт имени Хесуса Теран Переды)
- Нижняя Калифорния (штат)
  - Мехикали (Международный аэропорт имени генерала Родольфо Санчес Табоады)
  - Тихуана (Международный аэропорт имени генерала Абелардо Родригеса)
- Южная Нижняя Калифорния (штат)
  - Ла-Пас (Международный аэропорт имени Мануэля Маркес де Леона)
  - Сан-Хосе-дель-Кабо (Международный аэропорт Лос-Кабоса)
- Кампече (штат)
  - Кампече (Международный аэропорт имени Альберто Акуна Онгая)
  - Сьюдад-дель-Кармен (Международный аэропорт Сьюдад-дель-Кармен)
- Чьяпас (штат)
  - Тапачула (Международный аэропорт Тапачула)
  - Тустла-Гутьеррес (Международный аэропорт имени Анхеля Альбино Корсо)
- Чиуауа (штат)
  - Чиуауа (Международный аэропорт имени генерала Роберто Фьерро Вилльялобоса) ХАБ
  - Сьюдад-Хуарес (Международный аэропорт имени Авраама Гонсалеса)
- Коауила (штат)
  - Торреон (Международный аэропорт имени Франсиско Сарабрии)
- Дуранго (штат)
  - Дуранго (Международный аэропорт имени генерала Гваделупы Виктория)
- Мехико (штат)
  - Толука (Международный аэропорт имени Адольфо Лопеса Матеоса)
- Федеральный округ
  - Мехико (Международный аэропорт Мехико) ХАБ
- Гуанахуато (штат)
  - Леон (Международный аэропорт имени дель Бахио)
- Герреро (штат)
  - Акапулько (Международный аэропорт имени генерала Хуана Н.Альвареса))
  - Ихтапа-Сиутанехо (Международный аэропорт Ихтапа-Сиутанехо)
- Халиско (штат)
  - Гвадалахара (Международный аэропорт имени Дона Мигеля Идальго-и-Кастилья) ХАБ
  - Пуэрто-Вальярта (Международный аэропорт имени Густаво Диас Ордаса)
- Наярит (штат)
  - Тепик (Национальный аэропорт имени Амадо Нерво)
- Нуэво-Леон (штат)
  - Монтеррей (Мексика) (Международный аэропорт имени генерала Мариано Эскобедо) ХАБ
- Оахака (штат)
  - Санта-Мария-Уатулько (Международный аэропорт Уатулько)
  - Оахака (Международный аэропорт Ксоксотлан)
- Пуэбла (штат)
  - Пуэбла-де-Сарагоса (Международный аэропорт имени Эрманоса Сердана)
- Керетаро (штат)
  - Сантьяго-де-Керетаро (Международный аэропорт Керетаро)
- Кинтана-Роо (штат)
  - Четумаль (Международный аэропорт Четумаль)
- Сан-Луис-Потоси (штат)
  - Сан-Луис-Потоси (Международный аэропорт имени Понсиано Арриаги)
- Синалоа (штат)
  - Кульякан-Росалес (Международный аэропорт де-Бачигвалато)
  - Лос-Мочис (Международный аэропорт дель-Валье-дель-Фуэрте)
  - Масатлан (Международный аэропорт имени генерала Рафаэля Буэльна)
- Сонора (штат)
  - Сьюдад-Обрегон (Международный аэропорт Сьюдад-Обрегон)
  - Эрмосильо (Международный аэропорт имени генерала Пескьера Игнасио Гарсии) дополнительный ХАБ
- Табаско (штат)
  - Вильяэрмоса (Международный аэропорт имени Карлоса Переса Ровироса)
- Тамаулипас (штат)
  - Матаморос (муниципалитет Тамаулипаса)Матаморос (Международный аэропорт имени генерала Сервандо Каналеса)
  - Нуэво-Ларедо (Международный аэропорт Кетцалькоатль)
  - Рейноза (Международный аэропорт имени генерала Люсио Бланко)
  - Тампико (Международный аэропорт имени Франсиско Хавьер Мина)
- Веракрус (штат)
  - Поса-Рика-де-Идальго (Национальный аэропорт имени Эла Тахина)
  - Веракрус (Международный аэропорт имени генерала Эриберто Хары)
- Юкатан (штат)
  - Мерида (Международный аэропорт имени Мануэля Крескенсио Рехона)

Соединённые Штаты
- Калифорния
  - Лос-Анджелес (Международный аэропорт Лос-Анджелеса)
- Невада
  - Лас-Вегас (Международный аэропорт Маккаран)
- Нью-Мексико
  - Альбукерке (Международный аэропорт Альбукерке)
- Техас
  - Хьюстон (Хьюстон (Интерконтинентал)
  - Сан-Антонио (Международный аэропорт Сан-Антонио)

### Центральная Америка
- Гондурас
  - Сан-Педро-Сула (Международный аэропорт имени Рамона Моралеса Вильеды)

## Флот
В августе 2021 года флот Aeroméxico Connect состоял из 47 самолетов, средний возраст которых 11,8 лет:

## Происшествия
- 31 июля 2018 года Embraer ERJ-190, выполнявший рейс 2431 по маршруту Дуранго — Мехико, вскоре после взлёта упал и загорелся, обошлось без жертв[3].